# Live! (The Police-album)
A Live! a The Police 1995-ben megjelent koncertalbuma. Első lemezén az 1979. november 27-én a bostoni Orpheum Theatre-ben adott koncert hallható, majdnem teljes egészében (csak a Deathwish és a Visions of the Night című számok nem kerültek rá). A második lemez számai két koncertről származnak, melyek két egymást követő napon (1983. november 2. és 3.) voltak az Atlantai Omni-ban. (A harmadikai koncert jó része látható a Synchronicity Concert című videón, így annak anyaga részben megegyezik a Live! 2. cédéjének anyagával.)

## Számok

### 1. lemez
1. Next to You
2. So Lonely
3. Truth Hits Everybody
4. Walking on the Moon
5. Hole in My Life
6. Fall Out
7. Bring on the Night
8. Message in a Bottle
9. The Bed's Too Big Without You
10. Peanuts
11. Roxanne
12. Can't Stand Losing You
13. Landlord
14. Born in the 50's
15. Be My Girl (Sally)

### 2. lemez
1. Synchronicity I
2. Synchronicity II
3. Walking in Your Footsteps
4. Message in a Bottle
5. O My God
6. De Do Do Do De Da Da Da
7. Wrapped Around Your Finger
8. Tea in the Sahara
9. Spirits in the Material World
10. King of Pain
11. Don't Stand So Close to Me
12. Every Breath You Take
13. Roxanne
14. Can't Stand Losing You
15. So Lonely